# Amélie Klopfenstein
Amélie Klopfenstein (Bienne, 18 settembre 2002) è una sciatrice alpina svizzera.

## Biografia

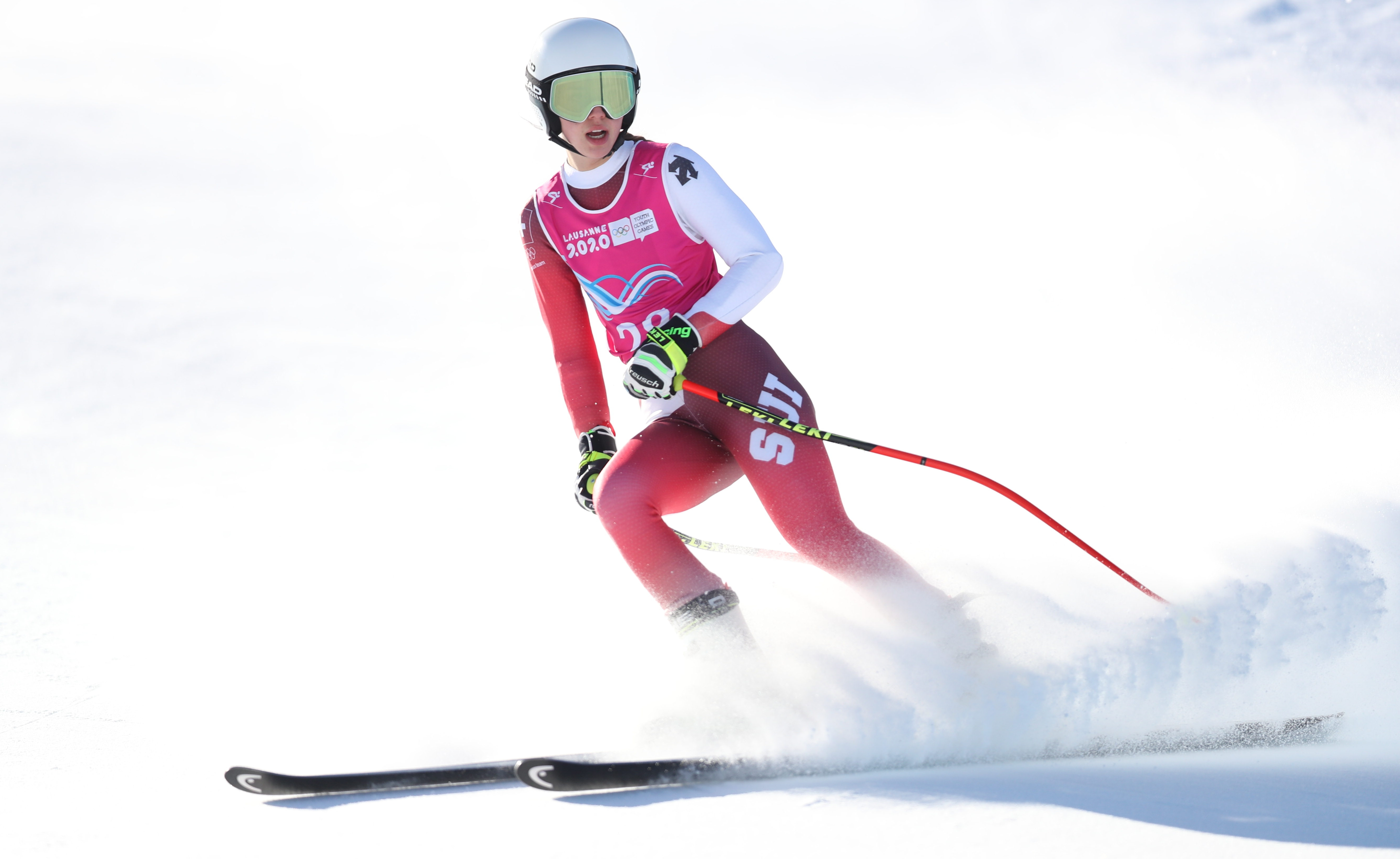
Amélie Klopfenstein in gara ai III Giochi olimpici giovanili invernali di Losanna 2020

Originaria di La Neuveville e attiva in gare FIS dal novembre del 2018, la Klopfenstein ha esordito in Coppa Europa il 19 febbraio 2020 a Sarentino in supergigante (65ª) e in Coppa del Mondo il 13 novembre 2021 a Lech/Zürs in parallelo (44ª); non ha preso parte a rassegne olimpiche o iridate.

## Palmarès

### Olimpiadi giovanili
- 3 medaglie:
  - 2 ori (supergigante, slalom gigante a Losanna 2020)
  - 1 bronzo (supercombinata a Losanna 2020)

### Coppa Europa
- Miglior piazzamento in classifica generale: 88ª nel 2025

### Australia New Zealand Cup
- Miglior piazzamento in classifica generale: 3ª nel 2025
- 1 podio:
  - 1 terzo posto

### Campionati svizzeri
- 1 medaglia:
  - 1 oro (slalom speciale nel 2020)